# Danièle Bour
Pour les articles homonymes, voir Bour.
Danièle Bour, née le 16 août 1939 à Chaumont (Haute-Marne), est une illustratrice française. Elle est notamment la co-créatrice, avec Claude Lebrun, de la série de récits Petit Ours Brun destinée aux plus jeunes.

## Biographie
Diplômée de l'école des beaux-arts de Nancy, Danièle Bour se consacre à l'illustration de livres pour enfants à partir de 1972.
En 1973, sur un texte de Jean-Claude Brisville, elle illustre Un Hiver dans la vie de gros ours, qui est publié chez Grasset. Elle reçoit l'Aiglon d'or au Festival du livre de Nice. Ce livre lui vaut en 1974 la médaille de bronze à la foire du livre de Leipzig[réf. souhaitée], et l'ouvrage figure dans la « Honor List » 1974, de l' Union internationale pour les livres de jeunesse (IBBY).
Danièle Bour se fait connaître du grand public à travers l'illustration du personnage de Petit Ours Brun, créé en 1975 par Claude Lebrun pour Pomme d'Api, une publication de Bayard Presse.
Parmi les nombreux ouvrages qu'elle a illustrés chez Grasset-Jeunesse, les Lettres de mon moulin offrent un exemple parfait de son style frais, coloré, tendre et tout en détails.
Ses trois enfants, Martin, Céline et Laura, sont également devenus illustrateurs.

### Albums
- Au fil des jours s'en vont les jours / Danièle Bour ; concept François Ruy-Vidal ; mise en page Louis Bour.
  - Paris : Grasset jeunesse, coll. "Trois pommes", 1973, 32 p.  (ISBN 2-246-00402-0)

- Le Renard qui disait non à la Lune / texte de Jacques Chessex ; ill. Danièle Bour.
  - Paris : Grasset jeunesse, coll. "Lecteurs en herbe", 1974, 16 p.  (ISBN 2-246-00109-9)

- Voyage à Poudrenville : conte-poème / texte de Jean Joubert ; Danièle Bour.
  - Paris : Jean-Pierre Delarge, 1977, 24 p.  (ISBN 2-7113-0070-6)
  - Paris : Éd. des lires, coll. "Réprouvés et prodiges", 05/2003, 24 p.  (ISBN 2-915183-02-3)

- Un Hiver dans la vie de Gros Ours / texte de Jean-Claude Brisville ; ill. Danièle Bour.
  - Paris : Grasset jeunesse, coll. "Lecteurs en herbe", 1977, 26 p.  (ISBN 2-246-00507-8)

- La Maison du matin au soir / Danièle Bour.
  - Montrouge : Bayard Editions-Centurion, coll. "Les Grands albums de Pomme d'api", 1978, 16 p.  (ISBN 2-227-70123-4)

- La Poule a trouvé un clairon / texte Daniel Boulanger ; ill. Danièle Bour.
  - Paris : Gallimard, coll. "Enfantimages", 11/1978, 26 p.

- Le Joyeux Fantôme / texte de Nicole de Bedford ; ill. Danièle Bour.
  - Paris : Grasset jeunesse, coll. "Lecteurs en herbe", 1978, 24 p.  (ISBN 2-246-00396-2)

- Marie et le chat sauvage / texte de Jacques Chessex ; ill. Danièle Bour.
  - Paris : Grasset jeunesse, coll. "Lecteurs en herbe", 1979, 24 p.  (ISBN 2-246-00811-5)
  - Paris : Grasset jeunesse, coll. coll. "Lampe de poche", 03/2003, 29 p.  (ISBN 2-246-08112-2)
  - Paris : Grasset jeunesse, coll. coll. "Lampe de poche", 05/2013, 32 p.  (ISBN 978-2-246-78702-0)

- Pierrot ou les Secrets de la nuit / texte de Michel Tournier ; ill. Danièle Bour.
  - Paris : Gallimard-Jeunesse, coll. "Enfantimages", 1981, 40 p.  (ISBN 2-07-058108-X)
  - Paris : Gallimard-Jeunesse, 1985, 40 p.  (ISBN 2-07-056051-1)
  - Paris : Gallimard, 1995, 37 p.  (ISBN 2-07-056051-1)
  - Paris : Gallimard-Jeunesse, coll. "Folio cadet" n° 205, 03/2002, 44 p.  (ISBN 2-07-053886-9)
  - Paris : Gallimard-Jeunesse, coll. "Folio cadet. Livres audio cadet", 04/2003.  (ISBN 2-07-053586-X).
  - Paris : Gallimard-Jeunesse, coll. "Folio cadet. Les classiques" n° 13, 01/2019, 42 p.  (ISBN 978-2-07-511906-1)

- Boucle d'or et les trois ours / conte classique réécrit par Henriette Bichonnier ; d'après Jacob et Wilhelm Grimm.
  - Paris : Jean-Pierre Delarge, 1976, 24 p.  (ISBN 2-7113-0015-3)
  - Paris : Éd. des lires, coll. "Centourloupes", 05/2003, 24 p.  (ISBN 2-915183-05-8)

- La Cave / texte de Bernadette Delarge ; ill. Danièle Bour.
  - Paris : Jean-Pierre Delarge, 1981, 26 p.  (ISBN 2-7113-0190-7)

- À loisir : lecture CP-CE1 / texte de Renaud Bollène ; ill. Danièle Bour.
  - Paris : Hachette Éducation, coll. "Renaud Bollène", 1986, 112 p.  (ISBN 2-01-011204-0)

- Neuf l'œuf / texte de Jacques Chessex ; ill. Danièle Bour.
  - Paris : Grasset jeunesse, coll. "Lecteurs en herbe", 03/1990, 24 p.  (ISBN 2-246-42281-7)

- Poésies, comptines et chansons pour Noël / lu par Constance Barrès, Emmanuelle Conso, William Pinville, Martine Regnier.
  - Paris : Gallimard-Jeunesse, 1988, 40 p.  (ISBN 2-07-032453-2)
  - Paris : Gallimard-Jeunesse, coll. "Folio benjamin" n° 317, 09/1997, 40 p.  (ISBN 2-07-051478-1)
  - Paris : Gallimard-Jeunesse, coll. "Folio benjamin. Livres cassettes", 10/1998.  (ISBN 2-07-052209-1)

- Exercices de style / Raymond Queneau ; ill. par une cinquantaine d'illustrateurs (David Alazraki, Béatrice Alemagna, Danièle Bour, Nicole Claveloux, Jean Claverie, Étienne Delessert, Henri Galeron, Willi Glasauer, Daniel Maja, Massin, Yan Nascimbene, Pef, Tony Ross, Alex Sanders, Sempé, Anne Tonnac...)
  - Paris : Gallimard jeunesse, 2002, 160 p.  (ISBN 2-07-055202-0). Publ. à l'occasion du 100e anniversaire de R. Queneau et du 30e anniversaire de Gallimard Jeunesse.

Série Oleg
- Oleg le léopard des neiges / texte de Jean-Claude Brisville ; ill. Danièle Bour.
  - Paris : Grasset jeunesse, coll. "Lecteurs en herbe", 1978, 24 p.  (ISBN 2-246-00505-1)
  - Paris : Hachette Jeunesse, coll. "Le Livre de poche. Copain" n° 6041, 1988, 44 p.  (ISBN 2-01-014207-1)
  - Paris : Hachette, coll. "Le Livre de poche. Copain", 1994, 44 p.  (ISBN 2-01-223144-3[à vérifier : ISBN invalide]) (erroné)

- Oleg retrouve son royaume / texte de Jean-Claude Brisville ; ill. Danièle Bour.
  - Paris : Grasset jeunesse, coll. "Lecteurs en herbe", 1981, 24 p.  (ISBN 2-246-26111-2)
  - Paris : Hachette Jeunesse, coll. "Copain" n° 6042, 1988, 40 p.  (ISBN 2-01-014206-3)

Série Adèle Lapinou
- Le Fabuleux destin d'Adèle Lapinou / texte de Henriette Bichonnier ; ill. Danièle Bour.
  - Paris : Éditions de l'Amitié, coll. "Rose et noire", 1980, 23 p.  (ISBN 2-7002-0180-9)
- L'irrésistible ascension d'Adèle Lapinou / texte de Henriette Bichonnier ; ill. Danièle Bour.
  - Paris : Éd. des lires, coll. "Réprouvés et prodiges", 05/2003, 23 p.  (ISBN 2-915183-03-1)

### Contes et œuvres classiques illustrées
- Les Contes de Perrault / Charles Perrault ; ill. Danièle Bour, vignettes Laura Bour ; préf. Marc Soriano.
  - Paris : Grasset jeunesse, coll. "Grands lecteurs", 1984, 77 p.  (ISBN 2-246-30981-6)

- Les Contes d'Andersen / Hans Christian Andersen ; ill. Danièle Bour, vignettes Céline Bour.
  - Paris : Grasset jeunesse, coll. "Grands lecteurs", 1986, 91 p.  (ISBN 2-246-36381-0)

- Les Fables de La Fontaine / Jean de La Fontaine ; ill. Danièle Bour ; préface Marc Soriano.
  - Paris : Grasset jeunesse, coll. "Grands lecteurs", 1988, 92 p.  (ISBN 2-246-40071-6)
  - Rééd. sous le titre 50 fables de La Fontaine. Paris : Grasset jeunesse, 1992, 92 p.  (ISBN 2-246-43401-7)
  - Paris : France loisirs, 1995, 90 p.  (ISBN 2-7242-9012-7)

- Lettres de mon moulin / Alphonse Daudet ; ill. Danièle Bour.
  - Paris : Grasset jeunesse, coll. "Grands lecteurs", 09/1995, 100 p.  (ISBN 2-246-46961-9)
  - Paris : France loisirs, 11/1997.  (ISBN 2-7441-1445-6)
  - Paris : Grasset jeunesse, coll. "Grands lecteurs", 03/2014, 111 p.  (ISBN 978-2-246-78713-6)

- La Mare au diable / George Sand ; ill. Danièle Bour.
  - Paris : Grasset jeunesse, coll. "Grands lecteurs", 10/1997, 100 p.  (ISBN 2-246-52881-X)

- Les Malheurs de Sophie / Comtesse de Ségur ; ill. Danièle Bour.
  - Paris : Grasset jeunesse, coll. "Grands lecteurs", 11/2000, 105 p.  (ISBN 2-246-59401-4)
  - Paris : France loisirs, 08/2001, 105 p.  (ISBN 2-7441-4806-7)

### Documentaires
- Le Livre de l'hiver / Laurence Ottenheimer.
  - Paris : Gallimard-Jeunesse, coll. "Découverte cadet" n° 5, 1983, 96 p.  (ISBN 2-07-039505-7)
- Du lait pour tous les petits / Catherine de Sairigné.
  - Paris : Gallimard-Jeunesse, coll. "Découverte benjamin" n° 4, 1984, 40 p.  (ISBN 2-07-039704-1)
  - Paris : Gallimard-Jeunesse, coll. "Découverte benjamin" n° 4, 09/1996, 40 p.  (ISBN 2-07-050425-5)
  - Paris : Gallimard-Jeunesse, coll. "Découverte benjamin" n° 7, 01/2004, 40 p.  (ISBN 2-07-055846-0)
- Le Bébé / Claude Delafosse ; ill. Danièle Bour.
  - Paris : Gallimard jeunesse, coll. "Mes premières découvertes" n° 32, 1992.  (ISBN 2-07-056700-1)
  - Paris : Gallimard jeunesse, coll. "Mes premières découvertes" n° 7, 04/2008, 24 p.  (ISBN 978-2-07-061630-5)
- Sous la terre / Pascale de Bourgoing ; ill. Danièle Bour.
  - Paris : Gallimard jeunesse, coll. "Mes premières découvertes" n° 10, 04/1998.  (ISBN 2-07-035714-7)
  - Paris : Gallimard jeunesse, coll. "Mes premières découvertes" n° 79, 03/2014.  (ISBN 978-2-07-065819-0)
- Cache-cache avec le monde sous terre / ill. Danièle Bour.
  - Évreux : Éd. Atlas jeunesse, coll. "Mes livres magiques : la nature" 43, 2004, 32 p.  (ISBN 2-7312-2945-4)
- Les Animaux / conception et rédaction, Delphine Badreddine ; ill. Danièle Bour, Laura Bour, Christian Broutin.
  - Paris : Gallimard jeunesse, coll. "Mes premières découvertes", 2015, 14 p.  (ISBN 978-2-0706-6551-8)
- Animaux ? : questions-réponses / Sophie Lamoureux ; ill. Danièle Bour, Laura Bour, Christian Broutin.
  - Paris : Gallimard jeunesse, coll. "Mes premières découvertes. La petite encyclopédie", 2017, 67 p.  (ISBN 978-2-07-508194-8)

### Couvertures de romans
- Le Bouchon de cristal / Maurice Leblanc. Paris : Gallimard-Jeunesse, coll. "Mille soleils", 1978, 275 p.  (ISBN 2-07-050053-5)
- Mémoires d'un âne / comtesse de Ségur. Paris : Gallimard-Jeunesse, coll. Folio junior" n° 41, 12/1997, 220 p.  (ISBN 2-07-051807-8)

## Prix et distinctions
- 1974 : (international) « Honor List »[1], de l' IBBY, catégorie Illustration, pour Un hiver dans la vie de gros ours (texte de Jean-Claude Brisville)
- À l’été 2025, un musée dédié à son œuvre est créé à Dancevoir (Haute-Marne)[5]

## Décorations
- Chevalier de la Légion d'honneur 2021[6]